# 長野高一

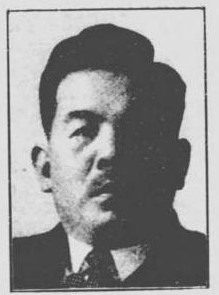
長野高一

長野 高一（ながの たかいち、1893年（明治26年）3月19日 - 1974年（昭和49年）3月1日）は、大正から昭和期の実業家、政治家。衆議院議員。

## 経歴
愛媛県越智郡清水村（現今治市）で長野市太郎の五男として生まれる。私立大成中学校（現大成高等学校）で学んだが1911年（明治44年）に中退し、以後独学した。
1915年（大正4年）自転車製造業を営む。1922年（大正11年）東京自転車同業組合を創立して組合長に就任し、自転車税撤廃運動を推進した。1925年（大正14年）下谷区会議員に選出され、1928年（昭和3年）東京府会議員、1932年（昭和7年）東京市会議員にそれぞれ就任し、中小企業の発展に尽力した。その他、鶴翼金山取締役、理研アルマイト工業取締役、日本アガー取締役、江東天然瓦斯取締役、ウブラ工業取締役などを務めた。
1936年（昭和11年）2月、第19回衆議院議員総選挙に東京府第2区から立憲民政党公認で出馬して初当選。以後、第21回総選挙まで再選され、衆議院議員に連続3期在任した。この間、鉄道省委員、小磯内閣・農商参与官、逓信省委員、翼賛政治体制協議会政調内務委員・商工兼務委員、大日本興亜同盟主事などを務めた。
戦後、翼賛政治体制協議会推薦議員のため公職追放となった。追放解除後、東京都第1区から第25回、第27回、第28回総選挙に、東京都第8区から第31回総選挙に立候補したがいずれも落選した。上野信用金庫理事長、東京都信用金庫協会副会長、全国信用不動産取締役、朝日信用金庫理事長、上野観光連盟会長などを務めた。

## 伝記
- 新八代編『追想の長野高一』朝日信用金庫、1975年。